# Gaesischia
Gaesischia är ett släkte av bin. Gaesischia ingår i familjen långtungebin.

## Dottertaxa tillGaesischia, i alfabetisk ordning[1]
- Gaesischia anthidioides
- Gaesischia araguaiana
- Gaesischia aurea
- Gaesischia belophora
- Gaesischia brachyura
- Gaesischia buzzii
- Gaesischia cacerensis
- Gaesischia caracicola
- Gaesischia carinata
- Gaesischia cearensis
- Gaesischia cipoana
- Gaesischia corduvensis
- Gaesischia exul
- Gaesischia fimbriata
- Gaesischia flavoclypeata
- Gaesischia fulgurans
- Gaesischia glabrata
- Gaesischia horizontina
- Gaesischia hyptidis
- Gaesischia interrupta
- Gaesischia melanaspis
- Gaesischia mexicana
- Gaesischia mimetica
- Gaesischia minima
- Gaesischia mirnae
- Gaesischia nigra
- Gaesischia patellicornis
- Gaesischia phaeoptera
- Gaesischia pygmaea
- Gaesischia rosadoi
- Gaesischia saltae
- Gaesischia sapucacensis
- Gaesischia similis
- Gaesischia sparsa
- Gaesischia trifasciata
- Gaesischia undulata